# Maria Gabriel
Maria Gabriel nome artístico de Maria de Lourdes Soares Gabriel Rainha e Pereira (Lisboa, Outubro de 1937) é uma artista plástica, pintora e gravadora portuguesa.

## Carreira
No ano de 1959 iniciou a sua carreira artística, com orientação do pintor José Augusto (1922- 2005), com quem se casou.
Entre 1967 e 1968 frequenta os cursos de gravura artística na Sociedade Cooperativa de Gravadores Portugueses com Alice Jorge e João Hogan. Em 1969 obtém uma bolsa da Fundação Calouste Gulbenkian para desenvolver a técnica de talhe doce na gravura em madeira.
Em 1972 parte para Hamburgo onde estagia por vários períodos na Hochshule für Bildende Kunst com os professores Almir Mavignier, Peter Paul e Rainer Oehms. Regressa a Portugal após o 25 de Abril de 1974, e volta a Hamburgo para concluir o estágio.
Realiza a sua primeira exposição individual em 1968, na Junta de Turismo Costa do Sol, no Estoril. Em 1973 realiza uma exposição na Galeria Opinião, em Lisboa, e em seguida na Galeria S. Francisco com texto de apresentação de Fernando Azevedo e, no ano seguinte, na Mini Galeria, no Porto, com texto de apresentação de Ernesto de Sousa.
Recebeu várias bolsas de estudos da Fundação Calouste Gulbenkian que contribuíram para desenvolver o seu percurso artístico. Maria Gabriel recebeu, entre 1987 e 1989, uma bolsa de investigação na área das artes plásticas do Fundo Fomento Cultural para desenvolver o tema sobre os textos da História Trágico-Marítima. Expõe as pinturas na Fundação Oriente, em Macau e Hong Kong, e realiza a exposição "100 Obras" sobre o mesmo tema na Sociedade Nacional de Belas-Artes.
Entre 1974 e 1976 leccionou cursos de gravura na Sociedade Cooperativa de Gravadores Portugueses.
Em 1976 escreve de parceria com a pintora Alice Jorge o manual "Técnicas de Gravura Artística", publicado, apenas em 1986, pela Editora Livros Horizonte, único livro especializado em lingua portuguesa.
Entre 1962 e 2012 já participou em mais de cem exposições colectivas em Portugal e no estrangeiro. Destacam-se as representações em bienais internacionais de gravura. Membro dos Corpos Directivos da Sociedade Nacional de Belas-Artes desde 1977, Maria Gabriel é uma artista activa e tem vindo a organizar diversas exposições.

## Exposições Individuais
(Selecção desde 1990)
- 2008 Galeria CiDiarte – “Variações” - Pintura
- 2003 Galeria Ygrego - Lisboa (texto de Teolinda Gersão)
- 2000 Museu do Traje (texto de Madalena Brás Teixeira)
- 2000 Galeria da Loja Municipal Loures
- 1997 Galeria Municipal de Vila Franca de Xira
- 1995 Galeria Ygrego (texto de Madalena Patrício Cruz)
- 1994 Espaço Capela - Cascais - Poema de Liberto Cruz (texto de Cristina Azevedo Tavares e José Jorge Letria)
- 1993 Galeria Municipal da Amadora
- 1993 Casa Bocage - Setúbal (texto de Fernando António Baptista Pereira)
- 1993 Complexo Turístico de Tróia
- 1992 Forte de S. Brás - Sta. Maria, Açores
- 1992 Sociedade Nacional de Belas Artes (texto de Fernando Azevedo)
- 1991 Instituto Português do Oriente, Macau
- 1991 Cultural Center Hong-Kong (textos de Liberto Cruz e Fernando Azevedo)
- 1990 Galeria Triângulo 48 (texto de Madalena Patrício)
- 1990 Galeria Arcada - Estoril

## Exposições Colectivas
(Selecção desde 2000)
- 2011 Oitava Edição do Prémio Amadeo de Souza Cardoso
- 2009 “1/150 Gravar e Multiplicar” – Gravuras da Colecção do Centro de Arte Moderna da Fundação Calouste Gulbenkian – Casa da Cerca, Centro de Arte Contemporânea,  Almada / Silves
- 2009 Galeria CiDiarte – “Chapéus há muitos...”
- 2007 Exposição Colectiva de Artes Visuais S.P.A.
- 2007 Exposição Homenagem informal a Cruzeiro Seixas – Amadora
- 2006 Exposição do Dia Internacional da Mulher - Centro de Arte Contemporânea da Amadora
- 2005 Artistas Portugueses Contemporâneos da Colecção da Casa da Cerca
- 2005 VIII Bienal de Artes Plásticas Prémio Vespeira - Câmara Municipal do Montijo
- 2005 XIV Bienal da Festa do Avante
- 2004 5ª Bienal de Artes Plásticas - Marinha Grande
- 2004 Exposição de Artes Plásticas Santo Agostinho - Centro Pastoral de Paulo VI - Santuário de Fátima
- 2004 Em Nome do Espírito Santo - História de um Culto - Torre do Tombo
- 2003 Quarta Edição do Prémio Amadeo de Souza Cardoso
- 2003 Exposição Homenagem a Fernando Azevedo - XII Bienal Internacional de Arte de Vila Nova de Cerveira
- 2002 VII Bienal de Artes Plásticas Prémio Vespeira - Câmara Municipal do Montijo
- 2002 100 Anos 100 Artistas - S.N.B.A.
- 2002 Desenho Contemporâneo - Colecção da Casa da Cerca - Angra do Heroísmo
- 2001 Exposição Prémio de Amadeo de Souza Cardoso - Museu de Amarante
- 2001 Exposição de Arte Percepções perante a Doença de Alzheimer - Fundação Cupertino de Miranda
- 2001 Exposição de Arte Sacra Contemporânea no Centro Pastoral Paulo VI
- 2001 Terceira Edição do Prémio Amadeo de Souza Cardoso
- 2000/01 Mote e Transfigurações - S.N.B.A.

## Prémios
- 2009 Medalha de Honra – Categoria Artes Plásticas – Sociedade Portuguesa de Autores
- 2004 Menção Honrosa na Exposição de Artes Plásticas - Santo Agostinho
- 1999 Prémio de Gravura 20 Anos da Cidade da Amadora
- 1997 Prémio da IV Bienal de Arte Sabugal
- 1990 Prémio de Pintura “Carlos Botelho” - Câmara Municipal de Lisboa
- 1990 Prémio de Pintura “ João Hogan” - Voz do Operário
- 1990 Aquisição na III Bienal dos Açores e Atlântico - Ponta Delgada
- 1986 Prémio de Aquisição em gravura na III Exposição de Artes Plásticas Gulbenkian
- 1985 Prémio de Aquisição na II Bienal de Desenho - Cooperativa Árvore
- 1984 Prémio de Aquisição na Bienal “Lagos84”
- 1983 Prémio de Aquisição na I Exposição Nacional de Arte do Banco de Fomento Nacional
- 1979 Prémio de Edição na II Exposição Nacional de Gravura
- 1976 Aquisição de gravura pelo Museu de Lunds Kunsthall - Suécia
- 1972 Prémio de Aquisição no IV Salão de Arte Moderna da Cidade de Luanda - Angola
- 1968 Medalha de Bronze no XIII Salão de Primavera de JTCS - Estoril
- 1968 Medalha de Bronze e de participação na II Triennale della Xilografia Contemporânea Carpi-Itália
- 1966 1º Prémio no Salão de Arte Moderna da JTCS - Estoril
- 1966 Medalha de Prata no II Salão Antoniano da JTCS - Estoril

## Desenhos e Ilustrações
- 2007 - António Alçada Baptista - Tempo Afectuoso - Homenagem ao Escritor e Amigo de todos nós, Lisboa, Centro Nacional de Cultura, Editorial Presença
- 2005 - António Ramos Rosa - fotobiografia. Lisboa, D. Quixote
- 2004 - Cerejas - Poemas de Amor de Autores Portugueses Contemporâneos, Câmara Municipal do Fundão e Editora Tágide
- 2001 - Sequências - 100 colagens de Maria Gabriel e poemas de Liberto Cruz. Lisboa, Livros Horizonte
- 1982 - História do Homem na Gaiola e do Pássaro Encantado, de Teolinda Gersão. Lisboa, Livraria Bertrand
- 1968 - Pinky Pye, de Eleanor Estes. Lisboa, Livraria Sanmpedro (Colecção Nosso Mundo)

## Representações
Representada em várias colecções públicas e privadas em Portugal e no estrangeiro, nomeadamente, Centro de Arte Moderna da Fundação Calouste Gulbenkian, Caixa Geral de Depósitos, Secretaria de Estado da Cultura, Fundação Oriente, Instituto Português do Oriente, Instituto Cultural de Macau, Museus de Carpi, Péscia e Catânia em Itália, Museu de Luanda em Angola e Museu de Lunds na Suécia.

## Ligações Externas
- Site da Artista
- Obras de Maria Gabriel no Centro de Arte Moderna da Fundação Calouste Gulbenkian